# Серафим (Гинис)
Митрополи́т Серафи́м (греч. Μητροπολίτης Σεραφείμ в миру фамилия — Ги́нис греч.  Γκίνης; род. 12 декабря 1949, Афины) — архиерей Константинопольской православной церкви, митрополит Севастийский (с 2019).

## Биография
Родился 12 декабря 1949 года в Афинах, в Греции. Среднее образование получил в Халандрионе, а позднее обучался на богословском факультете Салоникийского университета, по окончании которого остался на факультете практического богословия по системе послевузовского профессионального образования.
31 августа 1975 года был хиротонисан во диакона, а 28 декабря 1975 года — в сан пресвитера. Проходил своё служение в Лондоне, в клире Фиатирской архиепископии.
C 1980 года находился в клире Неакринийской и Каламарийской митрополии будучи священником прихода святой Параскевы. В 1980 году получил диплом магистра богословия в университете Аристотеля в Салониках.
С 1986 по 1991 годы был священником греческого прихода святого Евстафия в Мельбурне, помогая епископу Дервскому Иезекиилю (Кефаласу).
31 марта 1991 года в Сиднее был хиротонисан во епископа Аполлонийского, викария Австралийской архиепископии.
3 октября 2019 года решением Священного синода Константинопольского патриархата был избран митрополитом Севастийским.